# Sam McCullum
Samuel Charles McCullum (McComb, 30 novembre 1952) è un ex giocatore di football americano statunitense che gioca nel ruolo di per i Minnesota Vikings e i Seattle Seahawks della National Football League (NFL). Fu scelto nel corso del nono giro (232º assoluto) del Draft NFL 1974 dai Vikings. Al college ha giocato a football all'Università statale del Montana dove stabilì il primato di ricezioni da touchdown con 16.

## Carriera professionistica

### Minnesota Vikings
McCullum fu scelto dai Minnesota Vikings nel nono giro del Draft 1974. Nelle due stagioni disputate con la franchigia, Sam ricevette nove passaggi per 162 yard e tre touchdown. A causa della slogatura di una spalla, McCullum rimase fuori dai giochi per le ultime 5 gare della stagione regolare 1975. La maggior parte di queste cifre le ottenne in una sola gara del 1974 contro i Kansas City Chiefs in cui ricevette 118 yard e segnò tre touchdown. Sam inoltre ritornò 24 punt per 213 yard e 21 kickoff per 518 yard.

### Seattle Seahawks
Nel 1976, McCullum passò alla neonata franchigia dei Seattle Seahawks. Con essi, il giocatore disputò 5 stagioni, mancando una sola partita della stagione regolare. La sua migliore annata a Seattle fu quella del 1980 in cui ricevette 874 yard e segnò 6 touchdown, entrambi primati in carriera.

### Ritorno ai Vikings
Nel 1982, McCullum fece ritorno alla sua prima franchigia, i Vikings, con cui disputò le ultime due stagioni della sua carriera da professionista giocando un totale di 18 partite per 445 yard ricevute e due touchdown segnati su ricezione.

## Statistiche
| Partite totali         | 130   |
| Yard su ricezione      | 4.017 |
| Touchdown su ricezione | 26    |